# Libuše, cseh fejedelemasszony
Libuše, a csehek mondabeli fejedelemasszonya. Férje, az alacsonyabb sorból származó Přemysl volt. Tőlük származnak a Přemysl-ház uralkodói, akik több, mint négy évszázadon át vezették a Cseh Királyságot. 

## Emlékezete
- Franz Grillparzer róla írta Libussa című tragédiáját.
- Ő a főhőse Bedřich Smetana Libuše című operájának.
- 2009-ben készült a Libuše hercegnő (The Pagan Queen) című amerikai-cseh filmdráma.
- Róla nevezték el a 264 Libussa kisbolygót.

## Galéria

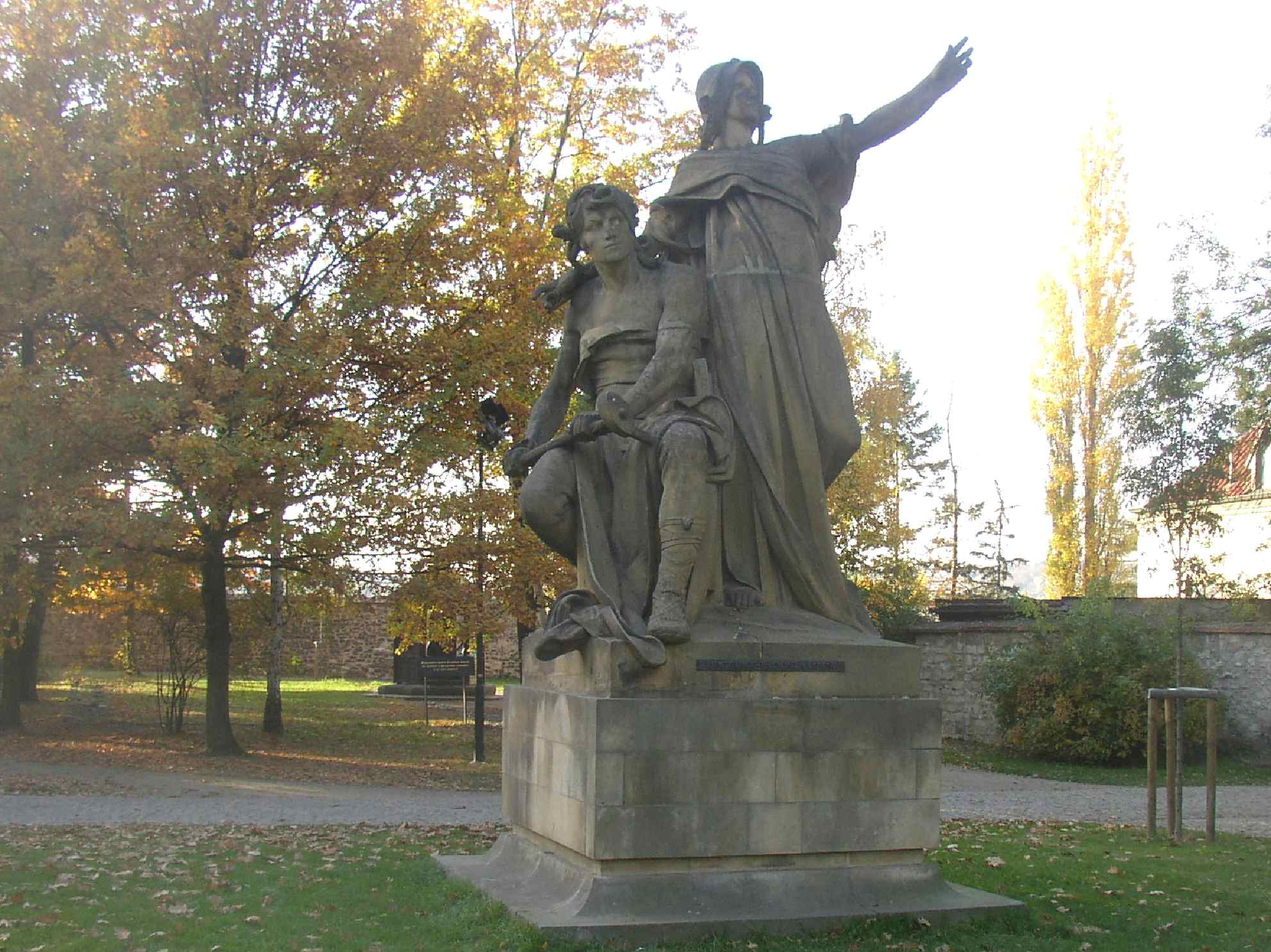
Přemysl és Libuše szobra a prágai várban (Josef Václav Myslbek alkotása)
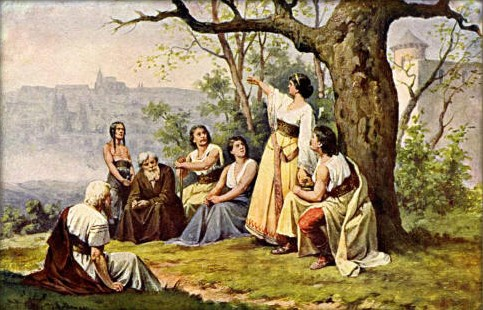
Libuše megjövendöli Prága felvirágzását (Josef Mathauser festménye)
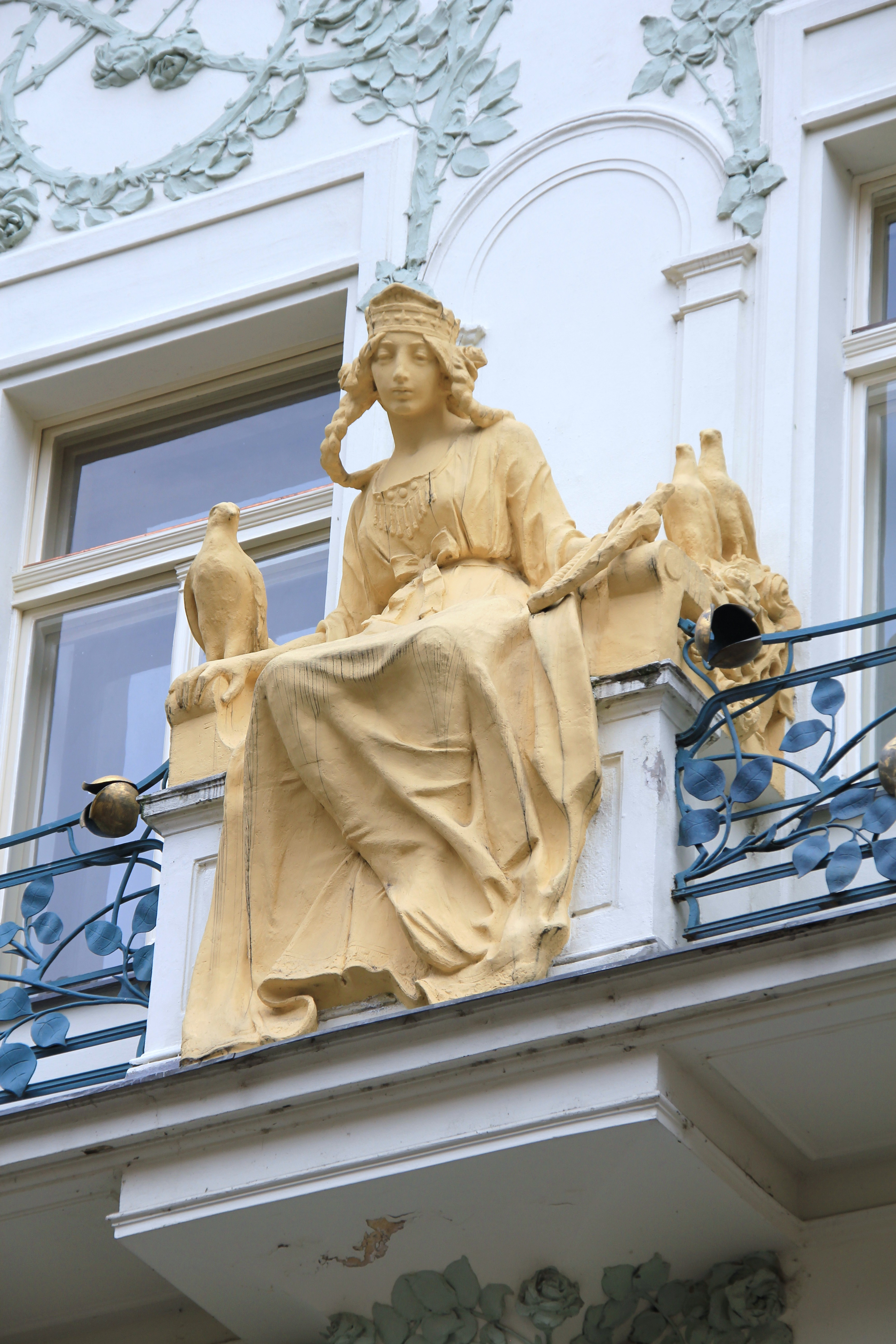
Libuše szobra a prágai Karlova utcában